# Alfonso Sozy Carafa

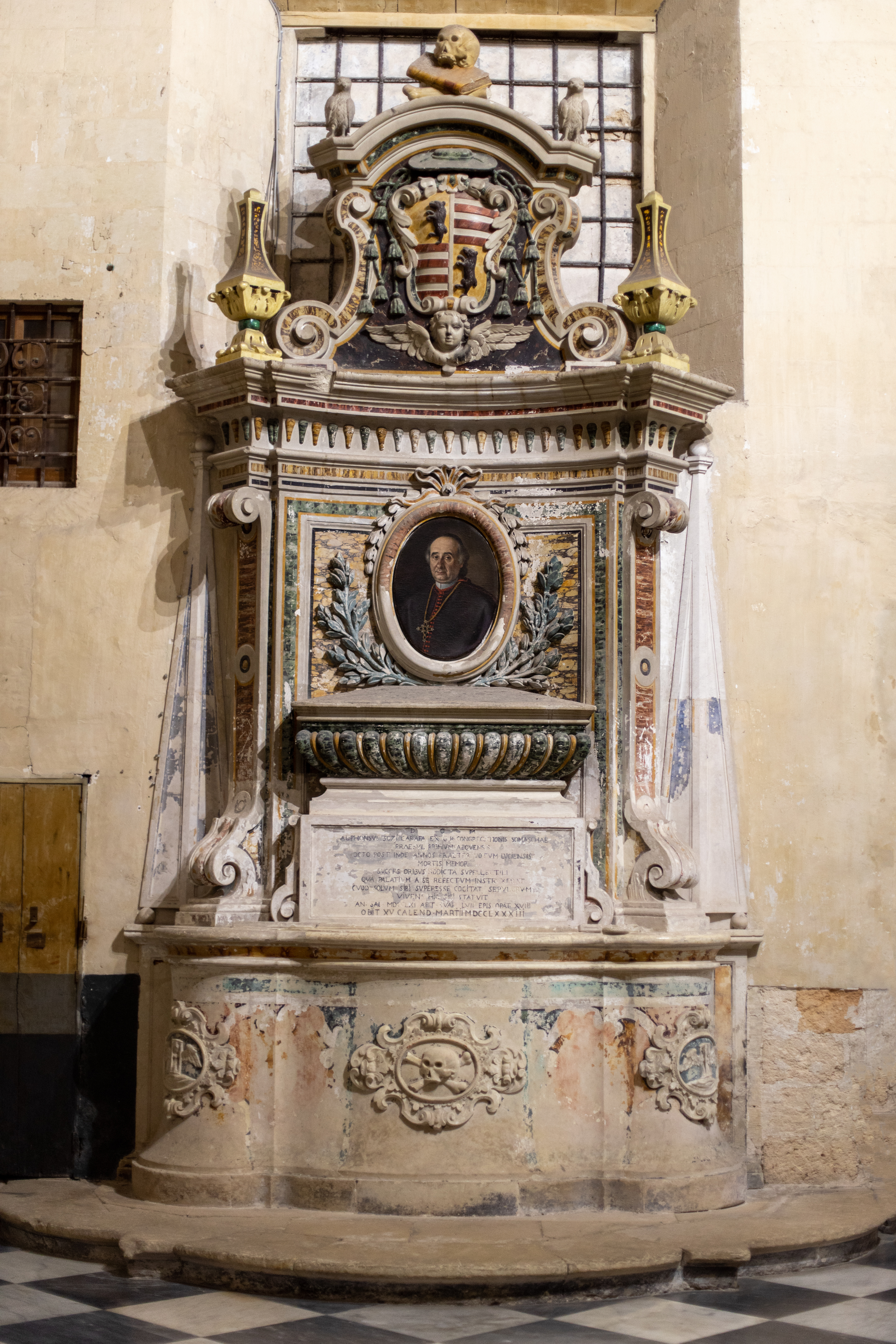
Grabmal von Bischof Alfonso Sozy Carafa mit Bildenis (Dom zu Lecce)

Alfonso Sozy Carafa CRS (* 7. März 1704 in San Nicola Manfredi; † 19. Februar 1783; auch Alfonso Sozi Carafa) war ein italienischer Geistlicher und Bischof von Lecce.

## Leben
Er war der Sohn von Nicolò Sozy Carafa und dessen Ehefrau Anna Merenda aus dem Geschlecht der Signori von San Nicola Manfredi. Alfonso Sozy Carafa empfing am 7. Juni 1727 die Priesterweihe.
Papst Benedikt XIV. ernannte ihn am 15. Juli 1743 zum Bischof von Vico Equense. Die Bischofsweihe spendet ihm am 25. Juli desselben Jahres in Rom der Erzbischof von Conza, Giuseppe De Nicolai; Mitkonsekratoren waren Luigi Savageri, Bischof von Alatri, und Scipione De Laurentiis, Bischof von Larino. Alfonso Sozy Carafa wurde am 15. November 1751 auf den Bischofssitz von Lecce versetzt. Dort weihte er am 6. November 1757 die neue Kathedrale.
Beigesetzt wurde er im Dom von Lecce.